# Concordia (Karakoram)
 For alternative betydninger, se Concordia (flertydig). (Se også artikler, som begynder med Concordia)
Concordia er navnet på stedet hvor Godwin-Austen-bræen flyder sammen med Baltoro-bræen , midt i bjergkæden Karakoram. Det ligger i Baltistan regionen i det nordlige Pakistan. Navnet blev anvendt af europæiske opdagelsesrejsende, der sammenlignede med en lignende sammenflydning, også kaldet Concordia, i Berner Oberland en del af Centralalperne i Schweiz.
Omkring Concordia er ligger nogle af de højeste bjergtoppe i verden. Fire af verdens fjorten "Otte-tusinder" er i denne region, samt en række vigtige lavere toppe.
Concordia har et populært sted at slå lejr for bjergture, der ikke direkte involverer klatring. Herfra er der er god udsigt, og lejren fungerer som udgangspunkt for korte vandreture til flere vigtige base-lejre: K2 (tre timer), Broad Peak (to timer) og Gasherbrums (tre timer). Concordia er det eneste sted i verden, hvor fire 8.000 meters toppe kan ses fra samme sted (K2, Broad Peak, Geshabaram I & II).
Bemærkelsesværdige toppe i området er:
- K2, næsthøjeste i verden på 8.611 m.
- Gasherbrum I, 11. højeste i verden på 8.080 m.
- Broad Peak, 12. højeste i verden på 8.047 m.
- Gasherbrum II, 13. højeste i verden på 8.035 m.
- Gasherbrum III, 7.952 m.
- Gasherbrum IV, 17. højeste i verden på 7.925 m.
- Masherbrum (K1), 22. højeste i verden på 7.821 m.
- Chogolisa, 36. højeste i verden på 7.665 m.
- Muztagh Tower, 7.273 m.
- Snow Dome, 7.160 m.
- Biarchedi, 6.781 m
- Mitre Peak, 6.010 m.

- K2 (Baltoro Muztagh, Central Karakoram, Pakistan)
- K2 (8.611m), Pakistan
- Broad Peak (8.047m) set fra Concordia
- Masherbrum (7.821m), Pakistan
- Gasherbrum II (8.035m), Pakistan
- Muztagh Tower (7.273m), Pakistan
- Vejen til Concordia fra Skardu